# Cirolana lingua
Cirolana lingua är en kräftdjursart som först beskrevs av Bowman och Thomas M. Iliffe 1987.  Cirolana lingua ingår i släktet Cirolana och familjen Cirolanidae. Inga underarter finns listade i Catalogue of Life.